# Willye White

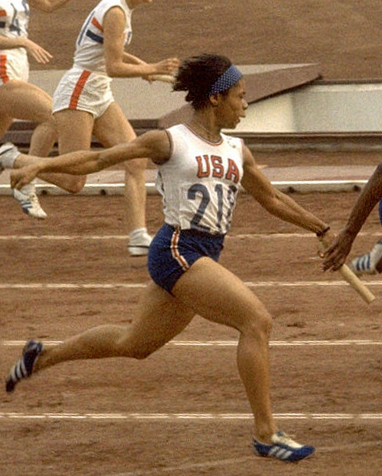
Willye White de EE. UU. pasa la estafeta a Edith McGuire en la final de relevos 4x100 de mujeres en el Estadio Nacional Olímpico de Tokio, Japón el 21 de octubre de 1964

Willye White - (1 de enero de 1939 en Money, Misisipi - † 6 de febrero de 2007 en Chicago, Illinois). Atleta estadounidense especialista en salto de longitud y pruebas de velocidad, y ganadora de dos medallas olímpicas.
Fue una de las mejores saltadoras de longitud del mundo en la década de los 60, y fue la primera atleta de Estados Unidos en participar en cinco Juegos Olímpicos, entre 1956 y 1972.
En los Juegos de Melbourne 1956 ganó la medalla de plata en salto de longitud con una marca de 6.09 m, siendo batida únicamente por la polaca Elzbieta Krzesinska, que hizo el récord mundial con 6.35 m
En los Juegos de Tokio 1964 ganó otra medalla de plata con el cuarteto estadounidense de relevos 4 x 100 metros, junto a sus compañeras Wyomia Tyus, Marilyn White y Edith McGuire. El oro correspondió a las polacas capitaneadas por Irena Szewinska.
Además, en los Juegos Panamericanos de São Paulo 1963 ganó el oro en salto de longitud y en relevos 4 x 100 metros. En las ediciones de Chicago 1959 y Winnipeg 1967 ganó el bronce en salto de longitud.
Fue 10 veces campeona de Estados Unidos en salto de longitud.
En 1981 fue incluida en el Salón de la Fama del atletismo estadounidense.
Falleció de cáncer pancreático a los 68 años, el 6 de febrero de 2007.